# Rote Kreuz-Medaille (Oldenburg)

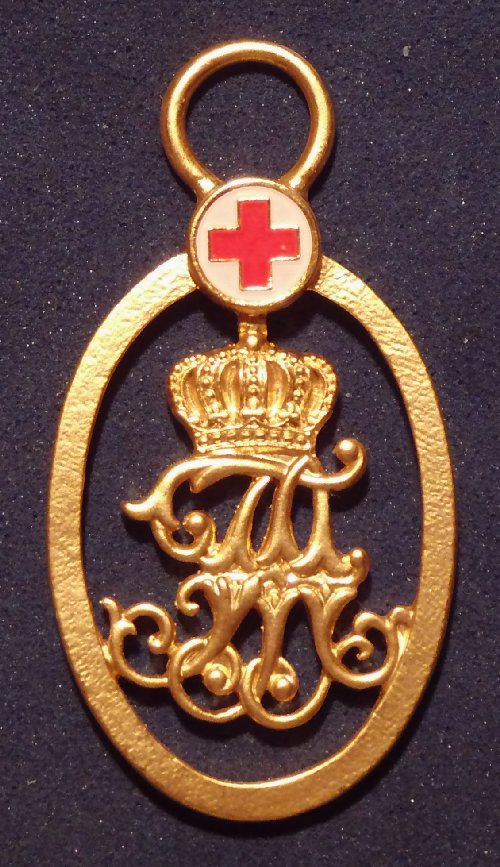
Rote Kreuz-Medaille (Oldenburg); Nachbildung

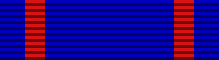
Ordensband

Die Rote Kreuz-Medaille wurde am 10. August 1907 durch Großherzog Friedrich August II. von Oldenburg gestiftet für „Männer und Frauen, die sich in freiwilliger Krankenpflege (in Kriegs- oder in Friedenszeiten) oder in sonstiger Betätigung gemeinnütziger Bestrebungen besondere Verdienste erworben haben.“
Mit einer Verfügung vom 9. Juni 1908 wurde der Kreis der Verleihungsmöglichkeit auf Personen ausgedehnt, „welche sich in der freiwilligen Kranken- oder sonstigen Wohlfahrtspflege oder in der Leitung von Kranken- und anderen gemeinnützigen Anstalten besondere Verdienste erworben oder solche Zwecke als Mitglieder von Vereinen oder öffentlichen Körperschaften in hervorragender Weise gefördert haben.“

## Aussehen und Trageweise
Das Ordenszeichen war zunächst in der Ursprungsfassung ein bronzevergoldetes ovales Medaillon mit aufgelötetem emailliertem Schild, das das Rote Kreuz auf weißem Grund zeigt. Mittig die verwobenen Initialen des Stifters F A. Die Entwurfszeichnung dazu stammt von Hofgoldschmied Richard Knauer, Inhaber der Firma Bernhard Knauer, aus Oldenburg (Oldb). Die erste Fertigungsserie umfasste 50 Exemplare. Die nachfolgenden Exemplare waren aufgrund von Materialbeschaffungsproblemen (ab 1915 durfte kriegsbedingt keine Bronze mehr verwendet werden) silbervergoldet (950er Silber) hergestellt.
Getragen wurde die Auszeichnung an einem dunkelblauen Band mit zwei zinnoberroten Seitenstreifen von je 2,5 mm Breite. Frauen trugen auf dem zur Schleife geformten Band den gekrönten und vergoldeten Initiale E der Großherzogin Elisabeth von Oldenburg. Ab Mai 1916 durfte das Band auch alleine ohne Medaille getragen werden, wenn „die Medaille für Kriegsverdienste, sei es im Felde oder in der Heimat, verliehen worden ist“.
Die früheren Angaben von Beyreiß, wonach bis zum 22. Oktober 1918 nur insgesamt 18 Verleihungen belegt seien, kann nicht aufrechterhalten werden. So wurden ausweislich einer in der Zeitung veröffentlichten Bekanntmachung allein im April 1916 insgesamt 178 Personen mit der oldenburgischen Rote Kreuz-Medaille geehrt, darunter 30 Männer. Unter den Empfängerinnen und Empfängern dieser Verleihung befanden sich nach Angaben im Tätigkeitsbericht des Oldenburgischen Roten Kreuzes 120 Schwestern, Hilfsschwestern, Pfleger und Kolonnenmitglieder der Organisation.
Für das damalige Fürstentum Birkenfeld sind 85 Trägerinnen und Träger dieser Auszeichnung belegt, davon waren 82 Frauen und 3 Männer.

## Preisträgerinnen
- Mathilde von Horn (1917)
- Willa Thorade (1917)

## Verwandte Auszeichnungen
Neben dieser Auszeichnung trug auch das 1871 nach dem Deutsch-Französischen Krieg gestiftete oldenburgische Verdienstkreuz für Aufopferung und Pflichttreue in Kriegszeiten das Rotkreuz-Zeichen.
Da nach den Statuten der oldenburgischen Rote Kreuz-Medaille eine Verleihung an freiwillige Spendensammlerinnen und Lazaretthelferinnen des Roten Kreuzes, die nicht zur eigentlichen Krankenpflege gehörten, nicht in Betracht kam, stiftete der Großherzog im November 1916 eine oldenburgische Kriegsverdienstmedaille für Frauen und Mädchen, die solche Dienste über ein volles Jahr geleistet hatten.